# Riodeva (kommunhuvudort)
Riodeva är en kommunhuvudort i Spanien.   Den ligger i provinsen Provincia de Teruel och regionen Aragonien, i den östra delen av landet, 220 km öster om huvudstaden Madrid. Riodeva ligger 953 meter över havet och antalet invånare är 193.
Terrängen runt Riodeva är lite bergig.  Trakten runt Riodeva är nära nog obefolkad, med mindre än två invånare per kvadratkilometer. Närmaste större samhälle är Ademuz, 13,1 km sydväst om Riodeva. Omgivningarna runt Riodeva är i huvudsak ett öppet busklandskap.